# BR-316
La BR-316 es una carretera diagonal federal brasileña que se inicia en Belém, Pará, y termina en Maceió, Alagoas.
La carretera pasa por la zona más seca y una de las más pobres del país. En Alagoas, sin embargo, existe la mayor producción de caña de azúcar en la Región Noreste de Brasil.